# GMOビューティー
GMOビューティー株式会社（ジーエムオービューティー、英: GMO beauty, Inc.）は、インターネット関連事業を行うGMOインターネットグループの会社である。

## 沿革
- 2010年11月1日 - GMOくまポン株式会社設立
- 2010年11月15日 - 割引クーポン共同購入サイト「くまポン byGMO」サービス開始
- 2011年6月20日 - 「くまポン byGMO」の販売エリアを全国47都道府県へ拡大
- 2018年11月15日 - 美容クリニック専用のチケットサービス「キレイパス byGMO」サービス開始
- 2020年3月1日 - 親会社がGMOインターネット株式会社（現：GMOインターネットグループ）からGMOメディア株式会社へ異動[2]
- 2024年4月1日 - GMOビューティー株式会社に社名変更[3]

## 役員構成
- 代表取締役社長 高橋良輔
- 常務取締役 武藤真一
- 取締役 浅山広大
- 取締役 森輝幸
- 監査役 石橋正剛

## 主なサービス内容
- くまポン byGMO
くまポン byGMOは、GMOインターネットグループが運営しているクーポン購入サイトである。飲食店の料理や美容室、エステサロンなど来店型実店舗のサービスや、通販型の商品のクーポンを販売している。
- キレイパス byGMO
キレイパス byGMOは、美容医療専門の施術チケット購入サイトである。エリアや美容の悩みから美容クリニックの施術を検索することができ、チケットを事前決済することで予約が可能となる。iPhoneアプリおよびAndroidアプリをリリースしている。